# Thyrateles amoenapex
Thyrateles amoenapex är en stekelart som beskrevs av Heinrich 1961. Thyrateles amoenapex ingår i släktet Thyrateles och familjen brokparasitsteklar. Inga underarter finns listade i Catalogue of Life.